# روزبه پارساپور
روزبه پارساپور یک پژوهشگر ایرانی است که در سال ۱۳۸۷ مرکز مطالعات خلیج فارس را با هدف مقابله با تحریف بین‌المللی نام خلیج فارس به سه زبان فارسی، انگلیسی و عربی راه اندازی نمود. وی مدیرعامل مرکز مطالعات خلیج فارس، پژوهشگر، تئورسین مطالعات راهبردی خلیج فارس و خاورمیانه، عضو کارگروه میراث فرهنگی و گردشگری سازمان‌های مردم نهاد استان تهران و عضو شورای عالی خلیج فارس می‌باشد. او در سال ۱۳۹۳ موزه آنلاین تمدن ایران را به زبان انگلیسی جهت معرفی فرهنگ و تمدن ایران به جهانیان راه اندازی کرد. و تاکنون از وی ده‌ها مقاله، مصاحبه و تحلیل منتشر شده‌است.
پارساپور در مصاحبه ای با خبرگزاری ایسنا به اقدام وزارت صنعت و معدن در انتشار اخبار کذب مبنی اینکه نام خلیج فارس در مالکیت فکری وایپو ثبت جهانی شده‌است و از این ببعد هیچ کشوری حق به‌کارگیری نام‌های جعلی به جای خلیج فارس ندارد اعتراض کرد و این اقدام را سوءاستفاده رسانه ای از نام تاریخی خلیج فارس برای منافع شخصی عنوان کرد. همچنین در مصاحبه با اسپوتنیک (خبرگزاری) روسیه در خصوص عدم تمدید معافیت فروش نفت ایران گفته‌است علی‌رغم اینکه ایران حریف بزرگی همچون ایالات متحده آمریکا دارد، اما مسئولان ایران هنوز زیرساخت‌های اقتصادی لازم برای مواجه با این حریف قدر را مهیا نکرده‌اند، لذا فشارهای اقتصادی آمریکا علیه ایران موجب تضعیف اقتصاد وابسته به نفت ایران خواهد شد.
وی در گفتگویی مطبوعاتی با بهروز فروتن نابغه صنایع غذایی ایران، کارآفرین برتر و بنیان‌گذار صنایع غذایی بهروز داشته‌است، که طی آن از ۴ دهه فعالیت‌های تأثیرگذار فروتن در تولید کالای ایران و تبلیغ و ترویج نام خلیج فارس در کشورهای مختلف از ایشان تقدیر و تشکر کرده‌است.
او در مراسمی که در دانشگاه هرمزگان در اسفند ۱۳۹۷ برگزار گردید، طی سخنرانی با استناد به اسناد سرریچارد برتون و شوموفسکی و احمد اقتداری و دیگر منابع تاریخی، ابن ماجد دریانورد مشهور قرن ۱۵ میلادی را شخصیتی ایرانی الاصل دانسته‌است.
او به منظور صیانت از نام خلیج فارس در عرصه بین‌المللی با دانشکده مطالعات جهان و بنیاد ملی نخبگان تفاهم نامه‌های همکاری مشترکی منعقد کرده‌است تا بتواند از همکاری و ظرفیت‌های مجامع علمی و دولتی ایران برای حفظ هویت ملی و تاریخی ایران استفاده نماید.
در گزارشی که در مرکز آینده پژوهی جهان اسلام از پارساپور منتشر شده‌است، وی به مسئولان ایران هشدار داده‌است که امارات متحده عربی و عربستان با استفاده از بندر الفجیره با ظرفیت صادرات ۱٫۸ میلیون بشکه نفت در روز و همچنین طرح حفر کانال سلمان از عربستان به یمن یا خط آهنی که قرار است از اسرائیل به اردن، عربستان، بحرین و امارات کشیده شود، قرار است اهمیت تنگه هرمز را از معادلات ژئوپولیتیک خاورمیانه حذف کنند.
او روسیه را متحد و شریکی غیرقابل اعتماد اما ضروری برای ایران در منطقه می‌داند و ایران باید با احتیاط و آینده نگری با روسیه همکاری نماید.
همچنین پارساپور تحلیل‌های متعددی از تبارشناسی تاریخی قبیله آل سعود در عربستان و علل و چگونگی شکل‌گیری کشوری تحت نام عربستان سعودی منتشر کرده‌است که در رسانه‌های ایران منتشر شده‌است. در این گزارش‌ها از شکست ابن سعود در سال ۱۹۰۲ میلادی از قبایل عربستان و فرار آنها به کویت اسنادی منتشر شده که نقش انگلیس در کوچ دادن ابن سعود از کویت به صحرای نجد و تأسیس شهر جدیدی به نام ریاض را اثبات می‌کند.
در پاییز ۱۳۹۷ دانشکده فرماندهی و ستاد جنگ ارتش جمهوری اسلامی ایران (دافوس) کتابی از روزبه پارساپور منتشر کرد تحت عنوان «خلیج فارس از اقرار تاریخ تا انکار ارتجاع» که به بررسی اسناد منتشر نشده از خلیج فارس می‌پردازد. این کتاب در ۷ موضوع با محوریت‌های زمین‌شناسی، جغرافیایی، مباحث استراتژیکی و تاریخی زیر برای اثبات هویت تاریخی و سیاسی خلیج فارس منتشر شده‌است:
- چگونگی شکل‌گیری خلیج فارس
- ریشه یابی نام خلیج فارس
- علل تحریف نام خلیج فارس
- اهمیت راهبردی خلیج فارس
- سیاست‌های دوگانه ایالات متحده آمریکا
- خلیج فارس بر پایه اسناد شرقی
- خلیج فارس بر پایه اسناد غربی
در سال ۱۴۰۱ کتاب دیگری از پارساپور منتشر شد به نام «خلیج فارس در مسیر تعامل و توسعه» که هدف از نگارش آن بررسی راهکارهای همگرایی در خلیج فارس با تأکید بر ابعاد اقتصادی، فرهنگی، نظامی، دریانوردی، توسعه زیرساخت‌ها و… است و مقایسه وضعیت ۸ کشور ساحلی این منطقه با یکدیگر بوده‌است. این کتاب توسط دانشگاه فرماندهی ارتش در ۶۰۰ صفحه و ۱۷ بخش مختلف چاپ شده‌است و یکی از منابع آماری جامع در حوزه خلیج فارس می‌باشد. همچنین این کتاب به دنبال کاهش تنش میان ایران و آمریکا و کشورهای خلیج فارس می‌باشد.

## تحصیلات
پارساپور در سال ۱۳۸۹ مدرک مهندسی مکانیک را از دانشگاه زنجان دریافت کرد. همچنین وی در دانشکده روابط بین‌الملل وزارت امور خارجه دوره دیپلماسی عمومی را طی کرده‌است و در حوزه قدرت نرم و شبکه‌های اجتماعی فعالیت دارد.

## جوایز و افتخارات
- دریافت لوح تقدیر از سرتیپ دکتر حسین ولی‌وند زمانی، فرمانده دانشگاه دافوس ارتش جمهوری اسلامی ایران
- دریافت لوح تقدیر از فرمانده نیروی دریایی سپاه پاسداران انقلاب اسلامی ایران
- دریافت لوح تقدیر از مجلس شورای اسلامی
- دریافت تندیس افتخار برترین رسانه خلیج فارس‌شناسی از وزیر فرهنگ و ارشاد اسلامی
- دریافت لوح تقدیر از استاندار هرمزگان
- دریافت تندیس افتخار برترین رسانه ایران‌شناسی از وزیر فرهنگ و ارشاد اسلامی
- دریافت لوح تقدیر از مدیرکل حقوقی وزارت امور خارجه
- دریافت لوح تقدیر به دلیل مشارکت در برگزاری همایش خلیج فارس تهران
- دریافت دکترای افتخاری علوم سیاسی از طرف دانشگاه آزاد جهانی هند
- مؤسس و مدیرعامل مرکز مطالعات خلیج فارس
- عضو شورای عالی خلیج فارس
- تقدیر معاون ایرانیان وزیر امور خارجه
- عضو کارگروه میراث فرهنگی و گردشگری سازمان‌های مردم نهاد تهران
- سید محمد خامنه ای برادر رهبر جمهوری اسلامی ایران نیز طی مراسمی در بنیاد ایرانشناسی از روزبه پارساپور به عنوان مؤسس تنها مرکز خلیج فارس‌شناسی ایران در نخستین جشنواره تارنماهای ایرانشناسی کشور تقدیر و تشکر کرده‌است که بازتاب وسیعی در رسانه‌های کشور داشته‌است.
- حجت نظری جوان‌ترین عضو شورای شهر تهران به مناسبت روز ملی خلیج فارس در مراسم ۱۰ اردیبهشت ۱۳۹۸ از پارساپور، به دلیل فعالیت‌های بین‌المللی در دفاع از نام و منافع ایران در حوزه خلیج فارس و اصلاح عناوین جعلی در مراکز مختلف جهان تقدیر کرده‌است.